# Präsidentschaftswahl in den Vereinigten Staaten 1812
Die 7. Präsidentschaftswahl in den Vereinigten Staaten fand 1812 statt. Der amtierende Präsident James Madison wurde bestätigt und gewann gegen DeWitt Clinton, den Kandidaten der Föderalisten. Die Wahl stand unter dem Eindruck des im Juni 1812 ausgebrochenen Britisch-Amerikanischen Krieges.

## Kandidaten
Präsidentschaftskandidaten

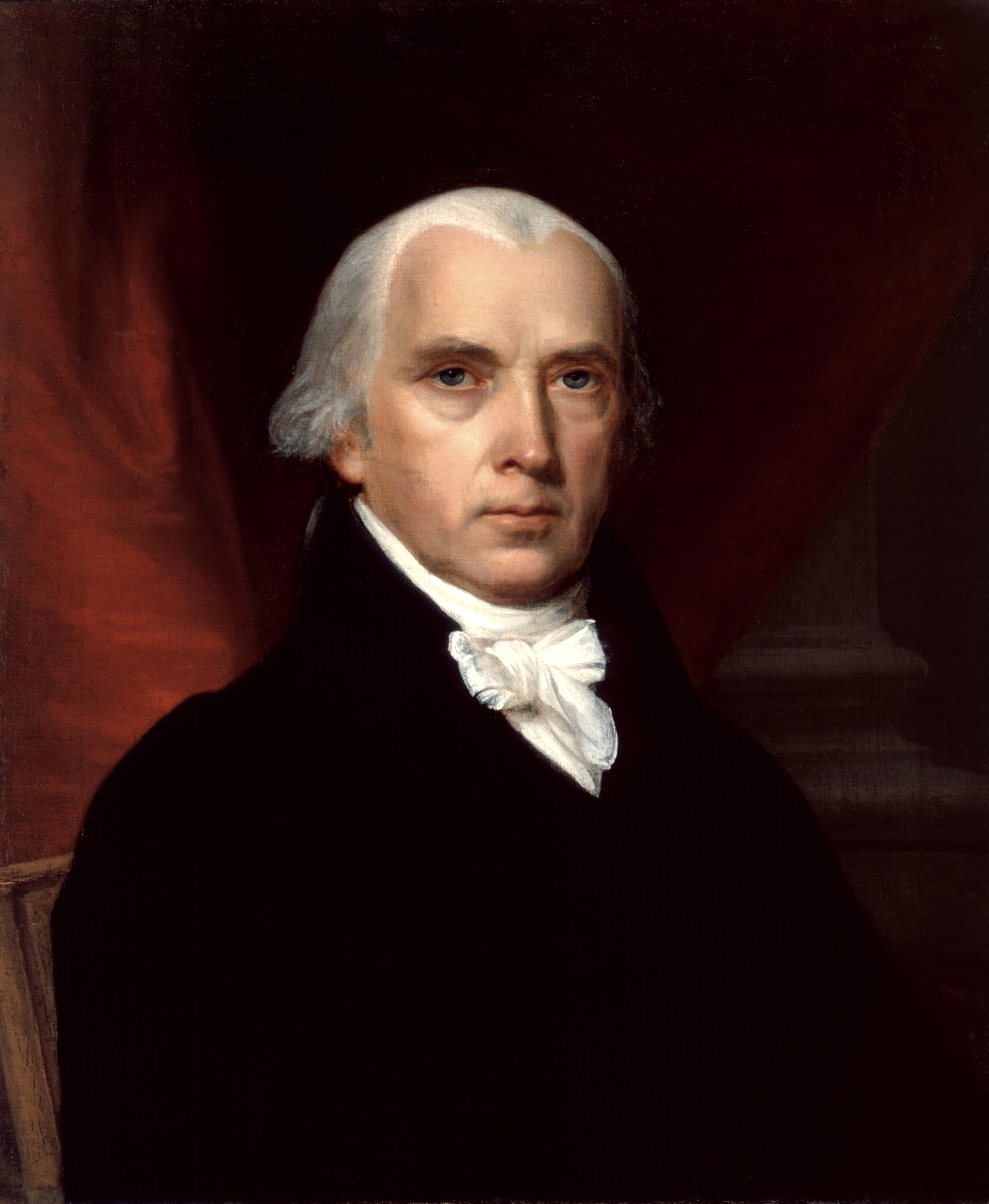
James Madison
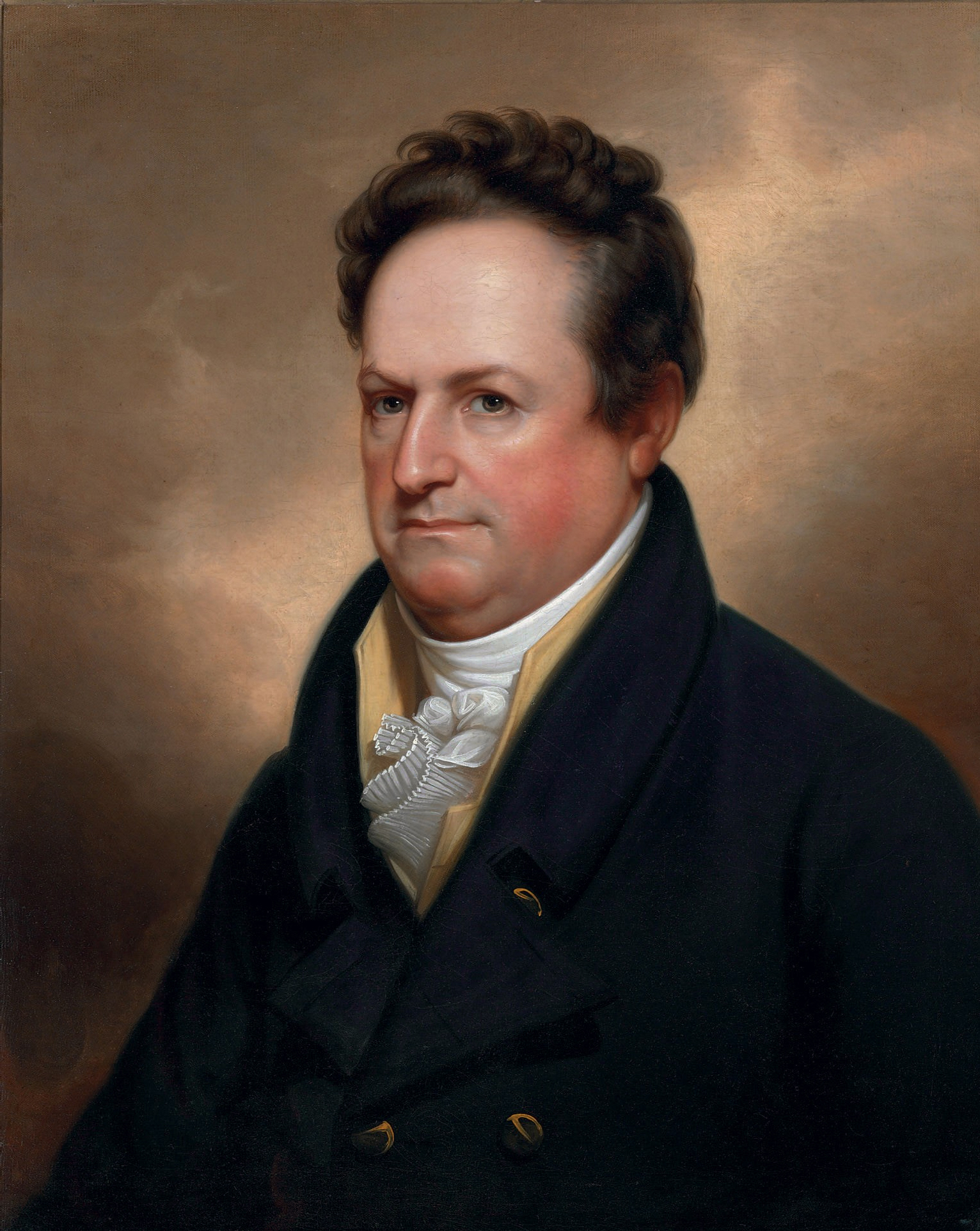
DeWitt Clinton

- James Madison, amtierender Präsident der Vereinigten Staaten, aus Virginia
- DeWitt Clinton, Gouverneur von New York

Vize-Präsidentschaftskandidaten

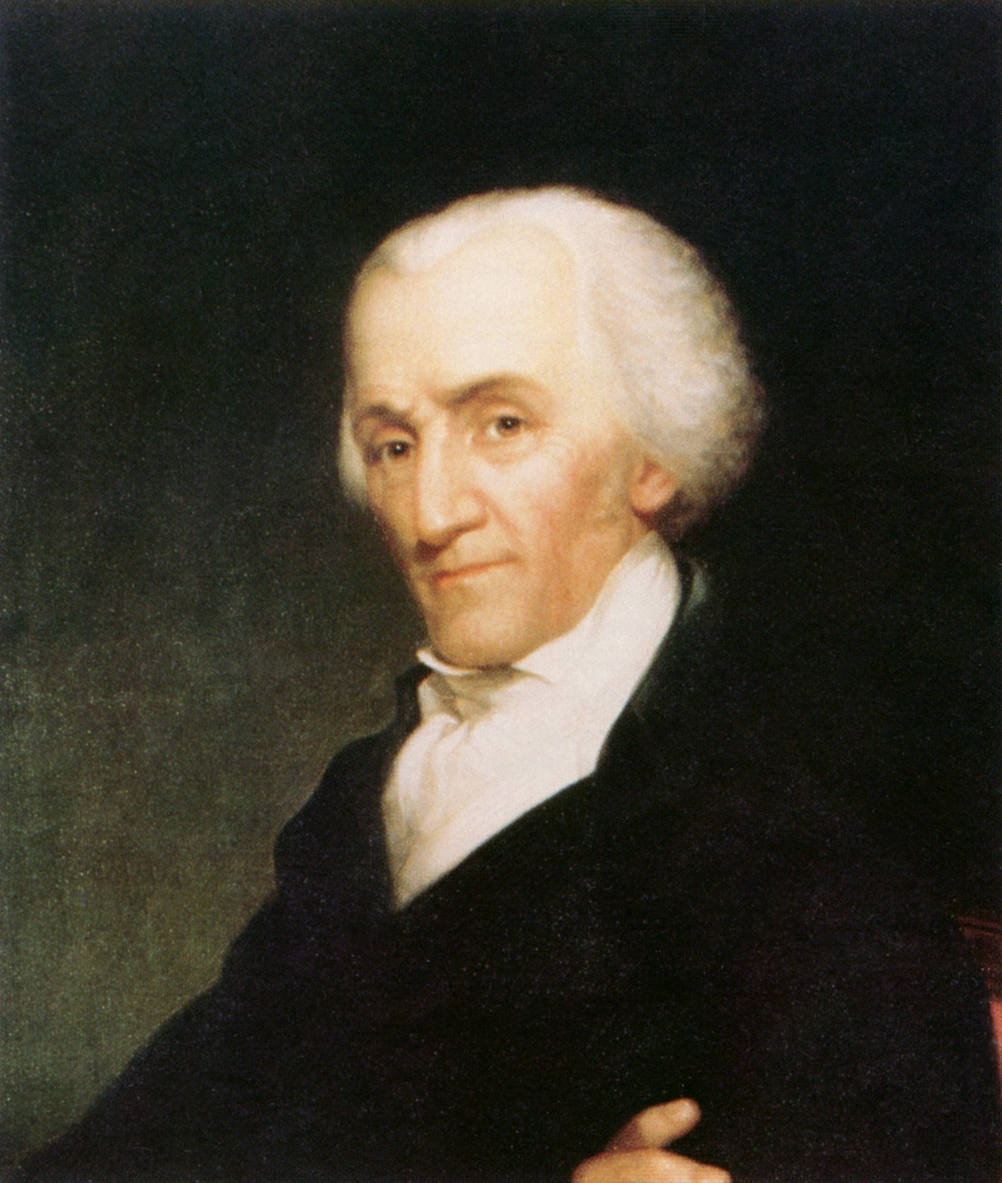
Elbridge Gerry
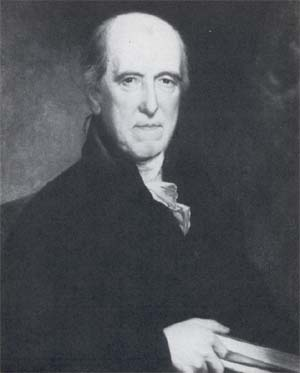
Jared Ingersoll

- Elbridge Gerry, Gouverneur von Massachusetts
- Jared Ingersoll, Gründervater

Für die Demokratisch-Republikanische Partei trat James Madison zusammen mit Elbridge Gerry an. Die Föderalisten nominierten keinen Kandidaten und unterstützen stattdessen den Demokratischen Republikaner DeWitt Clinton (Neffe von George Clinton) mit Jared Ingersoll als Vizekandidat, der sich gegen den bevorstehenden Britisch-Amerikanischen Krieg und gegen James Madison aussprach. Dennoch kandidierte auch der Föderalist Rufus King, der auf dem Parteitag nicht hatte erreichen können, dass die Partei einen eigenen Kandidaten aufstellt, um zumindest einen echten Föderalisten in die Wahl zu bringen.

## Ergebnis
Präsidentschaftswahl
| Kandidat       | Partei     | Partei                              | Stimmen | Stimmen | Wahlmänner |
| Kandidat       | Partei     | Partei                              | Anzahl  | Prozent | Wahlmänner |
| -------------- | ---------- | ----------------------------------- | ------- | ------- | ---------- |
| James Madison  |            | Demokratisch-Republikanische Partei | 140.431 | 50,4 %  | 128        |
| DeWitt Clinton |            | als Föderalist nominiert            | 132.781 | 47,6 %  | 89         |
| Rufus King     | Föderalist | 5.574                               | 2,0 %   | —       |            |
| Gesamt         | Gesamt     | Gesamt                              | 278.786 | 100 %   | 217        |

Vizepräsidentschaftswahl
| Kandidat        | Wahlmänner |
| --------------- | ---------- |
| Elbridge Gerry  | 131        |
| Jared Ingersoll | 86         |